# Frank Signorelli
Frank Signorelli (New York, 24 mei 1901 - aldaar, 9 december 1975) was een Amerikaanse jazz-pianist en -componist.

## Biografie
Signorelli begeleidde in 1918 blueszanger Tess Giardella en werkte met Nick LaRocca. In 1917 werd hij lid van de Original Memphis Five van Phil Napoleon, in 1921/2 was hij lid van de Original Dixieland Jass Band (ODJB) van LaRocca. Hierna speelde hij opnieuw bij de Original Memphis Five. In 1927 speelde hij bij Adrian Rollini in New York en aan het einde van de jaren 20 en het begin van de jaren 30 speelde en nam hij op met Eddie Lang, Bix Beiderbecke, Joe Venuti en Red Nichols. Van 1936 tot 1938 speelde hij met de opnieuw opgerichte ODJB en in 1938 was hij actief bij Paul Whiteman. In 1946 nam hij op met Phil Napoleon. Hij speelde regelmatig in "Nick's" in New York met Bobby Hackett. Eind jaren 50 hielp hij bij een hereniging van de Original Memphis Five, in 1958 nam hij op met Miff Mole. Onder eigen naam heeft hij drie keer opgenomen (in totaal tien nummers): in 1926, in 1946 (met Phil Napoleon) en in 1950 als begeleider van zanger Art Gentry.
Signorelli componeerde o.a. "A Blues Serenade“, hij was medecomponist van "I´ll never be the same" en "Stairway to the Stars".

## Discografie
- Connee Boswell and the Original Memphis Five (RCA Victor, 1956) met Billy Butterfield, Miff Mole